# 4-4-2 (program telewizyjny)
4-4-2 – magazyn stacji telewizyjnej TVP Sport.
Emitowany początkowo w poniedziałki, o godzinie 20:00, jednakże od sierpnia 2021 roku emitowany był w środy. Program trwał pięćdziesiąt minut, a prowadził go komentator sportowy Dariusz Szpakowski. W programie poruszano sprawy związane z piłką nożną oraz omawiano ostatnio rozgrywany mecz piłkarskiej reprezentacji Polski. Do studia często zapraszani byli goście - Stefan Szczepłek, Jerzy Engel i Jacek Gmoch oraz wielu innych. W 2023 zaprzestano produkcji programu.